# Si yo fuera rico
Si yo fuera rico fue una serie de televisión, estrenada por TVE en la temporada 1973-1974, con guiones de Alfonso Paso y realización de Manuel Aguado.

## Argumento
Narra la historia de Carlos, un padre de familia de clase media, que desea escapar de su vida mediocre y aburrida. Por ello, en cada episodio imagina cómo hubiera sido su vida de haber elegido una profesión distinta, que acompañaba al título del episodio: Si yo fuera... actor, torero, campeón, guionista de cine ejecutivo...o incluso si le adornasen otras cualidades: guapo, inteligente.
La mecánica de la serie gira de forma absoluta en torno al peculiar sentido del humor del inefable actor Antonio Garisa.

## Listado de episodios
- Si yo fuera ejecutivo - 7 de noviembre de 1973
- Si yo fuera médico - 14 de noviembre de 1973
- Si yo fuera guionista de cine - 21 de noviembre de 1973
- Si yo fuera campeón - 5 de diciembre de 1973
- Si yo fuera propietario - 26 de diciembre de 1973
- Si yo fuera guapo - 2 de enero de 1974
- Si yo fuera mujer de mi casa - 9 de enero de 1974
- Si yo fuera torero - 16 de enero de 1974
- Si yo fuera actor - 23 de enero de 1974
- Si yo fuera relaciones públicas - 30 de enero de 1974
- Si yo fuera de otra época - 6 de febrero de 1974
- Si yo fuera inteligente - 13 de febrero de 1974
- Si yo fuera cantante -20 de febrero de 1974

## Actores invitados
- Agustín Bescos
- Alberto Bové
- Alfonso del Real
- Alicia Altabella
- Álvaro de Luna
- Ana María Morales
- Antonio Iranzo
- Antonio Medina
- Blanca Sendino
- Emiliano Redondo
- Enrique Navarro
- Félix Dafauce
- José Blanch
- José Caride
- José Luis Lespe
- Juan Cortés
- Lola Lemos
- Magda Roger
- Manuel Torremocha
- María Luisa Arias
- María Silva
- Rafael López Somoza
- Rafael Navarro
- Sofía Casares